# 1995-ös Formula–1 belga nagydíj
A belga nagydíj volt az 1995-ös Formula–1 világbajnokság tizenegyedik futama.

## Futam
Belgiumban az időmérő edzésen Berger autózta a leggyorsabb kört a még száraz pályán, később eleredt az eső, emiatt Hill a nyolcadik, Schumacher a tizenhatodik helyről indulhatott csak. Az első rajtsorból Berger és Alesi Ferrarija indult, a rajt után Alesi és Herbert harcolt az elsőségért. Alesi hamar kiesett, majd csapattársa is feladta a futamot. Ezután Herbert vezetett, de nem tudta maga mögött tartani a Coulthardot és megcsúszott. Coulthard a 13. körben váltóhiba miatt adta fel a futamot, így Schumacher és Hill került az élre. Amikor a versenyen az eső erősödni kezdett, Hill kiállt esőgumiért, míg Schumacher kockáztatott és maradt a slick gumikkal. Hill körönként 6 másodperccel gyorsabban autózva hamar utolérte a németet. Schumacher sikeresen védte pozícióját, amíg ki nem csúszott a fűre. Hill ekkor megelőzte, de ezután a pálya száradni kezdett és a britnek ismét ki kellett állnia kerékcserére, ezúttal slickekért. Később ismét eleredt az eső és bejött a biztonsági autó is. Ezúttal mindkét rivális kiállt esőgumikért, Schumacher kevés előnnyel, de Hill elé tért vissza. Hill ezután 10 másodperces stop and go büntetést kapott, emiatt harmadiknak esett vissza. A brit az utolsó körben a Kemmel egyenesen megelőzte Brundle Ligier-jét, így második lett. A negyedik helyen Heinz-Harald Frentzen ért célba a Sauberrel. A győztes Schumacher a futam után egy versenyről való felfüggesztett eltiltást kapott, mivel sportszerűtlenül akadályozta Hill előzését.
| Helyezés | #  | Versenyző                | Csapat/Motor       | Futott körök | Idő/Kiesés oka      | Rajthely | Pontszám |
| -------- | -- | ------------------------ | ------------------ | ------------ | ------------------- | -------- | -------- |
| 1        | 1  | Michael Schumacher       | Benetton-Renault   | 44           | 1:36:47,875         | 16       | 10       |
| 2        | 5  | Damon Hill               | Williams-Renault   | 44           | +19,493             | 8        | 6        |
| 3        | 25 | Martin Brundle           | Ligier-Mugen-Honda | 44           | +24,998             | 13       | 4        |
| 4        | 30 | Heinz-Harald Frentzen    | Sauber-Ford        | 44           | +26,972             | 10       | 3        |
| 5        | 7  | Mark Blundell            | McLaren-Mercedes   | 44           | +33,772             | 6        | 2        |
| 6        | 14 | Rubens Barrichello       | Jordan-Peugeot     | 44           | +39,674             | 12       | 1        |
| 7        | 2  | Johnny Herbert           | Benetton-Renault   | 44           | +54,043             | 4        |          |
| 8        | 4  | Mika Salo                | Tyrrell-Yamaha     | 44           | +54,548             | 11       |          |
| 9        | 26 | Olivier Panis            | Ligier-Mugen-Honda | 44           | +1:06,170           | 9        |          |
| 10       | 23 | Pedro Lamy               | Minardi-Ford       | 44           | +1:19,789           | 17       |          |
| 11       | 29 | Jean-Christophe Boullion | Sauber-Ford        | 43           | +1 kör              | 14       |          |
| 12       | 10 | Inoue Taki               | Footwork-Hart      | 43           | +1 kör              | 18       |          |
| 13       | 21 | Pedro Diniz              | Forti-Ford         | 42           | +2 kör              | 24       |          |
| 14       | 22 | Roberto Moreno           | Forti-Ford         | 42           | +2 kör              | 22       |          |
| Kiesett  | 3  | Katajama Ukjó            | Tyrrell-Yamaha     | 28           | Kicsúszás           | 15       |          |
| Kiesett  | 16 | Giovanni Lavaggi         | Pacific-Ilmor      | 27           | Váltó               | 23       |          |
| Kiesett  | 24 | Luca Badoer              | Minardi-Ford       | 23           | Kicsúszás           | 19       |          |
| Kiesett  | 28 | Gerhard Berger           | Ferrari            | 22           | Elektronika         | 1        |          |
| Kiesett  | 15 | Eddie Irvine             | Jordan-Peugeot     | 21           | Tűz                 | 7        |          |
| Kiesett  | 9  | Massimiliano Papis       | Footwork-Hart      | 20           | Kicsúszás           | 20       |          |
| Kiesett  | 17 | Andrea Montermini        | Pacific-Ilmor      | 18           | Kifogyott üzemanyag | 21       |          |
| Kiesett  | 6  | David Coulthard          | Williams-Renault   | 13           | Váltó               | 5        |          |
| Kiesett  | 27 | Jean Alesi               | Ferrari            | 4            | Felfüggesztés       | 2        |          |
| Kiesett  | 8  | Mika Häkkinen            | McLaren-Mercedes   | 1            | Kicsúszás           | 3        |          |

## A világbajnokság élmezőnyének állása a verseny után
| H  | Versenyzők         | Pont | H  | Konstruktőrök      | Pont |
| -- | ------------------ | ---- | -- | ------------------ | ---- |
| 1. | Michael Schumacher | 66   | 1. | Benetton-Renault   | 84   |
| 2. | Damon Hill         | 51   | 2. | Williams-Renault   | 74   |
| 3. | Jean Alesi         | 32   | 3. | Ferrari            | 57   |
| 4. | David Coulthard    | 29   | 4. | Ligier-Mugen-Honda | 16   |
| 5. | Johnny Herbert     | 28   | 5. | Jordan-Peugeot     | 14   |

- A Benetton-Renault  és a Williams-Renault csapatok szabálytalan üzemanyag használata miatt nem kapták meg az brazil nagydíjon a nekik járó pontokat.

## Statisztikák
Vezető helyen:
- Johnny Herbert: 3 (1 / 4-5)
- Jean Alesi: 2 (2-3)
- David Coulthard: 8 (6-13)
- Damon Hill: 6 (14-15 / 19-21 / 24)
- Michael Schumacher: 25 (16-18 / 22-23 / 25-44)

Michael Schumacher 16. győzelme, Gerhard Berger 11. pole-pozíciója, David Coulthard 3. leggyorsabb köre.
- Benetton 21. győzelme.